# Gilbert Gude
Gilbert Gude (ur. 9 marca 1923 w Waszyngtonie, zm. 7 czerwca 2007 w Waszyngtonie) – amerykański polityk, działacz Partii Republikańskiej. W latach 1967–1977 był przedstawicielem ósmego okręgu wyborczego w stanie Maryland w Izbie Reprezentantów Stanów Zjednoczonych.